# Daye (Huangshi)
Daye (chiń. upr. 大冶市; chiń. trad. 大冶市; pinyin Dàyě Shì) – miasto na prawach powiatu w północno-zachodniej części prefektury miejskiej Huangshi w prowincji Hubei w Chińskiej Republice Ludowej. Według danych z 2010 roku, liczba mieszkańców miasta wynosiła 909724.